# Округ Обершпревалд-Лаузиц
Округ Обершпревалд-Лаузиц (длсрп. Wokrejs Gorne Błota-Łužyca) је округ на југу немачке покрајине Бранденбург. 
Површина округа Обершпревалд-Лаузиц је 1.216,65 км². Крајем 2009. имао је 123.426 становника. Има 25 насеља, од којих је седиште управе у месту Зенфтенберг. 
Кроз округ протиче река Шпреја, чија је долина шумовита. Обершпревалд-Лаузиц је део историјске регије Лужица. То је једно од подручја традиционално насељених лужичкосрпском заједницом. 